# Justicia schultesii
Justicia schultesii är en akantusväxtart som beskrevs av Emery Clarence Leonard. Justicia schultesii ingår i släktet Justicia och familjen akantusväxter. Inga underarter finns listade i Catalogue of Life.